# Girolamo Razzi
Girolamo Razzi (Marradi, 1527 – Firenze, 14 novembre 1611) è stato uno scrittore, commediografo e presbitero camaldolese italiano.

## Biografia
Girolamo Razzi (in religione: don Silvano Razzi) era figlio di Populano e discendeva da una famiglia che aveva dato notai. Suo fratello Serafino Razzi (1531-1613), teologo domenicano del convento di San Marco, a Firenze, ha scritto opere teologiche ed agiografiche.
A novembre 1559 Girolamo vestì l'abito dell'Ordine di Camaldoli e assunse il nome di Silvano. Visse nel monastero fiorentino di Santa Maria degli Angeli, di cui fu anche abate. Per periodo fu maggiore dell'Eremo di Camaldoli, di cui scrisse una Descrizione (Firenze, 1572) e dove lasciò preziosi codici manoscritti ed opere d'arte.
Entrò nel 1565 all'Accademia Fiorentina. Strinse amicizia con Benedetto Varchi - suo collega in Accademia - di cui stese una biografia che fu edita in apertura delle Lezioni di Varchi. Di costui curò anche la pubblicazione di alcune opere (tra cui l'edizione postuma della commedia La suocera, edita a Firenze nel 1569) e fu - insieme a Pietro della Stufa - esecutore testamentario. Varchi aveva composto, tra il 1563 e il 1564, quaranta epigrammi dedicati a Razzi.
Don Silvano Razzi allacciò stretti rapporti anche con Giorgio Vasari, il quale probabilmente gli chiese un aiuto, per la stesura de Le vite de' più eccellenti pittori, scultori e architettori, in particolare per la biografia di Giotto. Vasari scrisse che Razzi collezionava opere d'arte, che possedeva un bassorilievo di Giovan Francesco Rustici e un disegno di Francesco Salviati e che commissionò un dipinto con santa Caterina ad Agnolo Bronzino.
Manoscritti di Razzi si conservano in biblioteche e archivi italiani, in particolare nella Biblioteca nazionale centrale di Firenze (Fondo: Conventi soppressi Angeli B.4.926 e C.6.925).

### Esperienze teatrali
Negli anni giovanili scrisse alcune commedie, di cui resta un trittico, composto da La Cecca (1563), La Balia (1564) e La Gostanza (1565), commedia che fu revisionata ed edita da Leonardo Salviati. Silvano Razzi aderiva ai canoni della commedia di derivazione latina, con il prologo e con cinque atti. Razzi nel prologo de La Cecca dichiarò di essersi liberamente ispirato a Ludovico Ariosto (la Lena e la Cassaria), a Niccolò Machiavelli (La Mandragola e Clizia) e a Giovan Battista Gelli (La sporta).  Razzi utilizzava una comicità garbata, priva di aggressività e intrisa di riferimenti alla tradizione novellistica toscana. Scrisse la tragedia La Gismonda (Firenze, Sermartelli, 1569), ispirata alla prima novella della quarta giornata del Decameron: il tema è una dolorosa esperienza d'amore che conduce ad elevazione morale. Il risultato è una sostanziale staticità dell'intreccio, anche per il linguaggio tropo letterario. Questa tragedia è servita da modello al Tancredi di Federico Asinari (Bergamo, 1588).

### Opere teologiche e morali
Nel 1568, a Firenze, fu dato alle stampe il trattato di Razzi Dell'economica christiana e civile, che verte sulla cura, sull'etica e sul governo della famiglia. Questo libro, sulla gestione morale in ambiente domestico è  una garbata summa cinquecentesca di economia e governo della famiglia. Scrisse anche il Trattato delle virtù cristiane, edito nel 1588.
Del 1568 è anche la sua Scelta di orazioni devotissime al Signore et alla Vergine, un volgarizzamento della Vita Christi di Ludolfo di Sassonia, opera tradotta in italiano e stampata a Venezia proprio negli stessi anni.
Razzi tradusse anche l'Evangelistarium del croato Marco Marulo (Firenze, 1571) e l'Historia sacrae dominicae passionis del francescano tedesco Johann Wild  (Firenze, 1573). Curò l'edizione del primo libro delle Orazioni di Lionardo Salviati (Firenze, Giunti, 1575).
Opere che lo resero celebre: Vita di Maria Vergine e di San Giovanni Batista (1577), i tre libri dei Miracoli di Nostra Donna […] cavati da diversi autori cattolici et approvati (Firenze, 1576), Vita, miracoli e traslazione di s. Antonino arcivescovo di Firenze (1389-1459) (Firenze, 1589), un testo quest'ultimo che rielabora una biografia scritta dal fratello Serafino (Firenze, 1577). Un gruppo di biografie, scritte o volgarizzate da Razzi, confluì nelle Vite de' Santi e Beati toscani, edite a Firenze, da Giunti, nel 1593. In aggiunta, i sei volumi delle Vite delle donne illustri per santità (1595-1606) e Vite de’ santi e beati dell'ordine di Camaldoli (Firenze, 1600). Razzi pubblicò anche la raccolta di prediche Quadragesimale (Firenze, 1607).
La Vita o vero azzioni della contessa Matelda (Firenze, 1587) riprende il mitico personaggio di Matilde di Canossa; le Vite di quattro uomini illustri (Firenze, 1580), contiene le biografie di Farinata degli Uberti, di Gualtieri VI di Brienne duca d'Atene, di Salvestro de' Medici e di Cosimo de' Medici. Scrisse anche la biografia di Francesco Valori (Firenze, 1602) e di Piero Soderini (postuma, Padova, 1737).